# 三官镇
三官镇，是中华人民共和国四川省南充市南部县下辖的一个乡镇级行政单位。

## 行政区划
三官镇下辖以下地区：
宝马寺村、金宝山村、亭子沟村、凤凰垭村、白果树村、保福庵村、高观山村、双合寨村、九龙嘴村、红岩村、兰家沟村、文昌宫村、太和庵村、朝阳庵村、凤阳村、白山岭村、朱家梁村、灵宝山村、蒲氏祠村和白子沟村。